# Sarcophaga talomoensis
Sarcophaga talomoensis är en tvåvingeart som beskrevs av Magpayo och Tadao Kano 1986. Sarcophaga talomoensis ingår i släktet Sarcophaga och familjen köttflugor.
Artens utbredningsområde är Filippinerna. Inga underarter finns listade i Catalogue of Life.